# チリエ (トリノ県)
チリエ（伊: Cirié）は、イタリア共和国ピエモンテ州トリノ県にある、人口約18,000人の基礎自治体（コムーネ）。

## 地理

### 位置・広がり

#### 隣接コムーネ
隣接するコムーネは以下の通り。
- ノーレ
- サン・カルロ・カナヴェーゼ
- サン・マウリーツィオ・カナヴェーゼ
- ロバッソメーロ